# Francesc Miralles i Mascaró
Francesc Miralles i Mascaró és un polític mallorquí nascut el 26 d'agost de 1978 a Algaida que milita al PSIB-PSOE.

## Biografia
Nascut a Algaida el 26 d'agost de 1978. Va cursar els estudis d'infantil fins al tercer curs de primària a Algaida. A partir d'aquí i fins al segon curs de BUP els cursà al Col·legi Sant Alfonso de Palma. Finalitzà el Batxillerat i COU a l'IES Maria Antònia Salvà de Llucmajor. L'any 2004 es diplomà en Ciències Empresarials a la Universitat de les Illes Balears.
L'any 1999 comença a fer diverses feines a la Universitat fins que l'any 2004 assumeix la gerència de la Fundació Esplai de les Illes. Aquest càrrec l'ocupà fins al moment d'assumir la dedicació exclusiva del càrrec de Batle d'Algaida.
Inicia la seva trajectòria política el 2003, de la mà de Jaume Jaume, amb el càrrec de Regidor de Cultura, Esports i Joventut de l'Ajuntament d'Algaida. El 2007, Francesc Miralles és el candidat del PSIB-PSOE a la batlia d'Algaida i guanya les eleccions per majoria absoluta. A les eleccions de 2011, revalidà la batlia per majoria absoluta.
El 2014 és elegit, mitjançant un procés de primàries, cap de llista del PSIB-PSOE al Consell Insular de Mallorca i a les eleccions del 24 de maig de 2015 resulta elegit conseller al capdavant del grup socialista de 7 consellers. El 4 de juliol de 2015 es constitueix el Consell Insular de Mallorca i, gràcies a l'acord de govern amb Més i Podem, es constitueix un equip de govern progressista i de canvi. En aquest equip govern assumeix la responsabilitat de la Vicepresidència primera i la conselleria executiva de Cultura, Patrimoni i Esports.
A nivell orgànic, és el Secretari General de l'Agrupació Socialista d'Algaida, Pina i Randa, El Secretari de Política Municipal i portaveu del PSIB-PSOE.